# マフェテング県
マフェテング県は、10あるレソトの県のうちの一つ。面積は2,119 km2で、人口は約330,000人である（2004年）。県都はマフェテングである。